# Mauricie
Mauricie è una regione amministrativa della provincia del Québec. Ha una superficie di 35.452 km², e nel 2006 possedeva una popolazione di 258.928 abitanti. Vi si trova il parco nazionale della Mauricie.

## Suddivisioni
La regione si compone di 3 municipalità regionali di contea e 3 territori equivalenti.
Municipalità Regionali di Contea
- Les Chenaux, con capoluogo la città di Saint-Luc-de-Vincennes
- Maskinongé, con capoluogo la città di Louiseville
- Mékinac, con capoluogo la città di Saint-Tite

Territori equivalenti:
- La Tuque
- città di Shawinigan
- città di Trois-Rivières

Riserve indiane autoctone al di fuori delle MRC

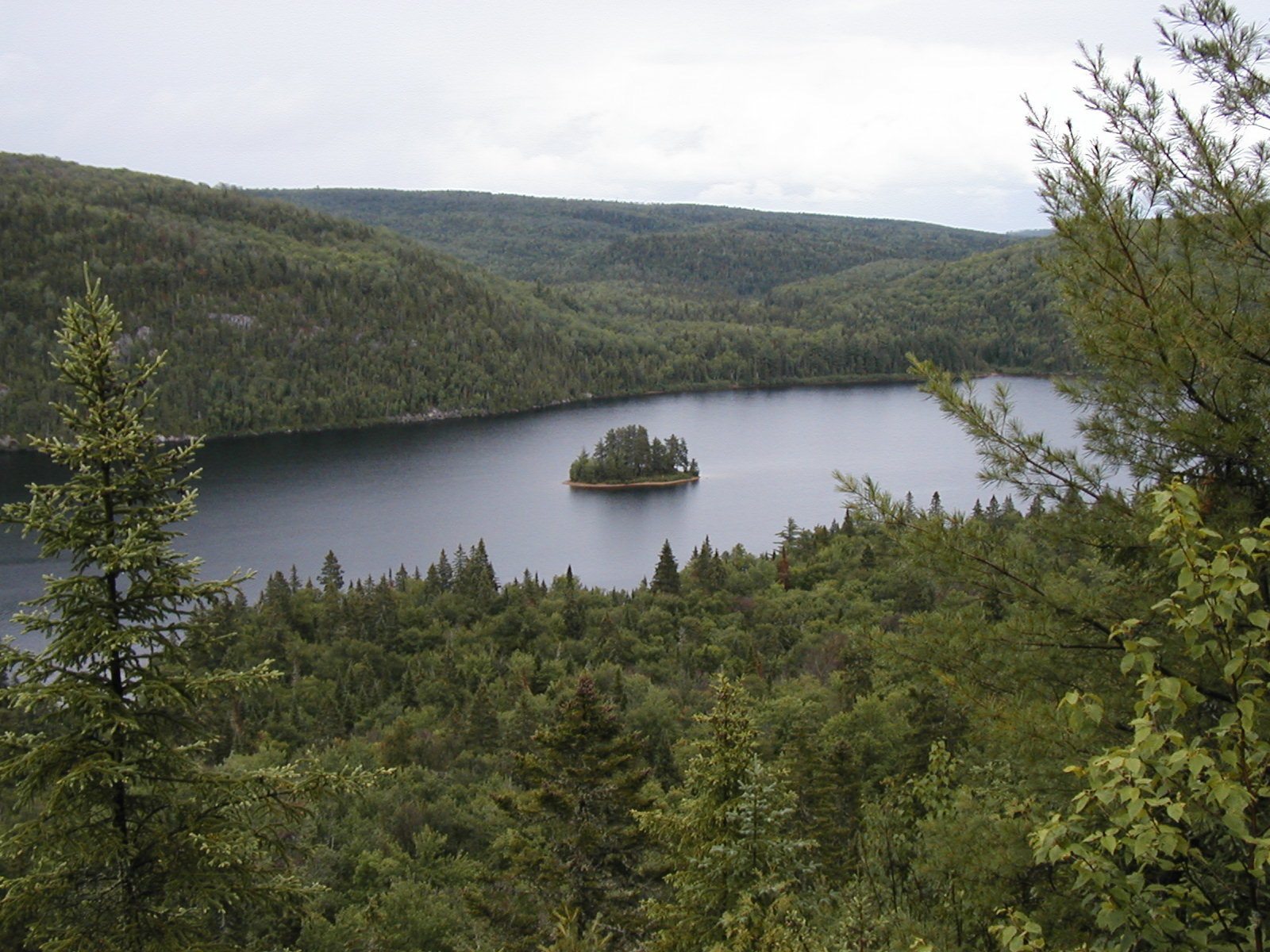
L'isola dei Pini al centro del lago Wapisagonke

- Riserva Indiana di Coucoucache
- Riserva Indiana di Obedjiwan
- Riserva Indiana di Wemotaci